# Циркаден ритъм
Циркаден ритъм (още циркаден цикъл, биологичен ритъм) е всеки биологичен процес, който има ендогенно (свойствено на организма), подлежащо на тренинг (адаптация) циклично поведение с период на цикъла около 24 часа. Такива 24-часови ритми се наблюдават широко при растения, животни, гъби, цианобактерии и други и са обусловени от продължителността на денонощието, като се проявяват както при наличие, така и при липса на слънчева светлина.
Терминът „циркаден“ произлиза от латинските думи circa, означаваща „около“ (или „приблизително“) и diēm, означаваща „ден“. Процесите с 24-часова осцилация по-общо се наричат дневни ритми и не трябва да се наричат „циркадни“, освен ако не бъде потвърден ендогенният им характер. Областта на научни изследвания на биологичните времеви ритми – дневният ритъм, ритъмът на приливите и отливите, седмичният, сезонният и годишният ритъм – се нарича хронобиология.
Въпреки че циркадните ритми са ендогенни, т.е. „вградени“, те подлежат на промяна (тренинг, адаптация) към локалната среда по силата на външни фактори („цайтгебери“ от немски zeitgeber, буквално „задаващи времето“). Сред тези фактори влизат светлината, температурата, окислително-редукционните процеси. За да е ендогенен процесът, той трябва да протича с период приблизително 24 часа дори при константни условия, например при пълна тъмнина, като смисълът от този критерий е да разграничава циркадните ритми от простия отговор на организма на дневните външните фактори (светлина, топлина). При дневните животни (животни активни през деня), периодът може да е малко по-дълъг от 24 часа, докато при нощните животни (активни през нощта), като цяло периодът на циркадния ритъм е по-кратък от 24 часа.
Пътуванията на по-големи разстояния (през повече часови зони) са илюстрация за способността на човешкия биологичен ритъм да се адаптира към местното време. Човек обикновено изпитва симптоми на десинхроноза (популярно „джетлаг“), преди да адаптира циркадния си ритъм и да го и синхронизира с местното време.
През 2017 година Нобеловата награда за физиология или медицина е връчена на учените Джефри Хол, Майкъл Росбаш и Майкъл Йънг „за техните открития на молекулните механизми, контролиращи циркадния ритъм“.